# Bubbio
Bubbio, piemontesiska: Bubi, är en ort och kommun i provinsen Asti i regionen Piemonte i Italien. Kommunen hade 837 invånare (2018).